# Juan Delgado López
Juan Delgado López (Campofrío, Huelva, 1933 - Minas de Riotinto Huelva 9 de mayo de 2010) fue un poeta español. 

## Biografía
Nació en Campofrío, Provincia de Huelva. Allí fue donde pasó parte de su infancia y a donde ha vuelto una y otra vez en sus escritos. Con once años, tras una infancia presidida por la Guerra Civil, su familia se marchó hacia Minas de Riotinto, donde se le honró con el título de hijo adoptivo. Fue creador de la revista oral “Cobre y viento” y es socio fundador de los grupos poéticos “Riotinto” y “Celacanto”. 
Hombre de una sensibilidad y profundidad en sus pensamientos y obra poética y narrativa, que transmite y la comunica con la facilidad que la palabra le da. Así lo hace con el hombre, con la naturaleza, con el paisaje, con la pobreza y la riqueza, con la luz y la sombra, con el niño y el abuelo, con la risa y el llanto…Sensible a todos los movimientos reivindicativos laborales, sufriéndolos como en sus propias carnes, ha escrito páginas de protesta denunciando siempre la injusticia social. 
La obra de Juan Delgado López ha obtenido no pocos premios y distinciones, tanto dentro como fuera del país. De ella cabe decir que es tan extensa como sólida y reconocida, con títulos como Por la imposible senda de tu boca (Sevilla, 1971), El cedazo (Madrid, 1973), Oficio de vivir (Sevilla, 1975), De cuevas y silencios (Algeciras, 1988) recogidos todos en Antología amarilla (Valparaíso, Chile, 1993 y México DF, 1994). Con posterioridad ha publicado Sonetos vegetales (Badajoz, 1996), Seis sonetos para un mismo amor (Málaga, 1998), Tiranía del viento (Algeciras, 1999), Cancionero del Tinto (Sevilla, 2006), o Habitante del Bosque (Huelva, 2007). Falleció el 9 de mayo de 2010 en su localidad de residencia, Riotinto.

## Obra y colaboraciones
- Fundador y presidente de la “Peña Literaria “Riotinto”. Director de la revista oral “Cobre y Viento”.
- Director del periódico "El Minero". Codirector de la Colección Poética "Pliegos de Mineral".
- Cofundador de la revista poética “Celacanto”, de Huelva. Pertenece al Grupo “Ángaro”, de Sevilla y al Club de Escritores Onubenses.
- Miembro  Honorario del Instituto Cultural "Rubén Darío", de Santiago de Chile.
- Miembro Benemérito de la Academia Literaria de Felgueiras, Portugal. --Lecturas, charlas y conferencias en España, Portugal y Chile. Participante en distintos Congresos, Encuentros, Reuniones, Conferencias nacionales e internacionales, entre otros:
- “Encuentro de Poetas Andaluces”. Albox (Almería) --“I y II Congresos de Poetas Andaluces”. Aznalcázar (Sevilla)
- “Congreso Hispano Luso de Poetas”, Complejo Cultural “El Brocense”. Cáceres, 1984. -
- “I Encuentro de Cultura Andaluza”, Niebla (Huelva) 1989.
- “II Encuentro de Escritores y Poetas Iberoamericanos”, Santiago de Chile, 12 al 17 de mayo de 1997.
- “Todos los Encuentros de Escritores de la Sierra de Aracena y Picos de Aroche”
- “III Encuentro de Escritores de Doñana, “Miradas y Paisajes”. Doñana (Huelva) 23-25 de noviembre de 2001
- “Encuentro de Escritores “Palabras sin Fronteras”, Huelva-Algarve, Ayamonte, 2001. Faro, 2002.
- “I Conferencia de las Hablas y la Toponimia del Oeste Peninsular”. Fuenteheridos, (Huelva), diciembre de 2003.
- Encuentro “Galicia e Iberoamérica: Un mundo literario”. PEN CLUB Internacional. S. de Compostela, julio de 2004.
- Ha sido jurado en muchos e importantes Premios Literarios. Está incluido en varias Antologías y Enciclopedias de España e Hispanoamérica. Ha publicado en las principales revistas especializadas de habla hispana. Se han hecho varios e importantes estudios sobre su obra. Tiene poemas traducidos al francés, italiano, portugués, gallego y braille. Y al portugués el libro “Habitante del bosque”.

## Obra literaria
Tiene publicadas las siguientes obras: 
- Por la imposible senda de tu boca. Sevilla : La Editorial Católica Española, 1971. (Col. Angaro)
- El cedazo: apuntes para la biografía de un poeta. Madrid : Alfaguara, 1973. (Col. Agora)
- Oficio de vivir. Sevilla : La Editorial Católica, 1975. (Col. Angaro)
- Cobre y viento : cantata minera. Riotinto (Huelva) : Coral Minera, 1987
- 30 Sonetos vegetales. Badajoz : Cuadernos poéticos Kylix, 1987
- De cuevas y silencios. Algeciras, Cádiz : Bahía, 1988
- La luz con el tiempo dentro. Torrelavega, Santander : Scriptum, 1988
- Cancionero del Odiel. Riotinto, Huelva : Pliegos de Mineral, 1991
- Cuentos del viejo capataz. Nerva, Huelva : Gráficas Nerva, 1995
- Seis sonetos para un mismo amor. Málaga : J. Delgado, 1998
- Los días encontrados y otras oraciones : (antología poética). Huelva : La Voz de Huelva, 1999
- Tiranía del viento. Sevilla : Trípode ; Algeciras : Bahía, 1999
- Paisajes de la memoria. Fuenteheridos : Asociación Literaria Hwebra, 2002
- Julianita : leyenda de la Gruta de las Maravillas : (poema para un oratorio). Aracena : Ayuntamiento, 2003
- Paisajes de la memoria : segundo regreso a Campofrío. Aracena : Asociación Literaria Huebra, 2006.
- Cancionero del río Tinto. Sevilla : ADR Cuenca Minera, 2006
- Habitante del bosque. Huelva : Diputación Provincial, 2007
- Geografía y amor: Hablan los pueblos de la sierra.
- Poesía 1971-2010. Huelva. Universidad de Huelva.2010.

## Premios
Obtuvo, entre otros muchos, los premios “Angaro” (1971), “Luis de Lucena”, “Ciudad de Reinosa”, “Odón Betanzos”, “Vicente Medina” (1980), “Bahía”, "Premio de la Universidad Hispanoamericana de la Rábida".